# Kai Donner (Sprachwissenschaftler)

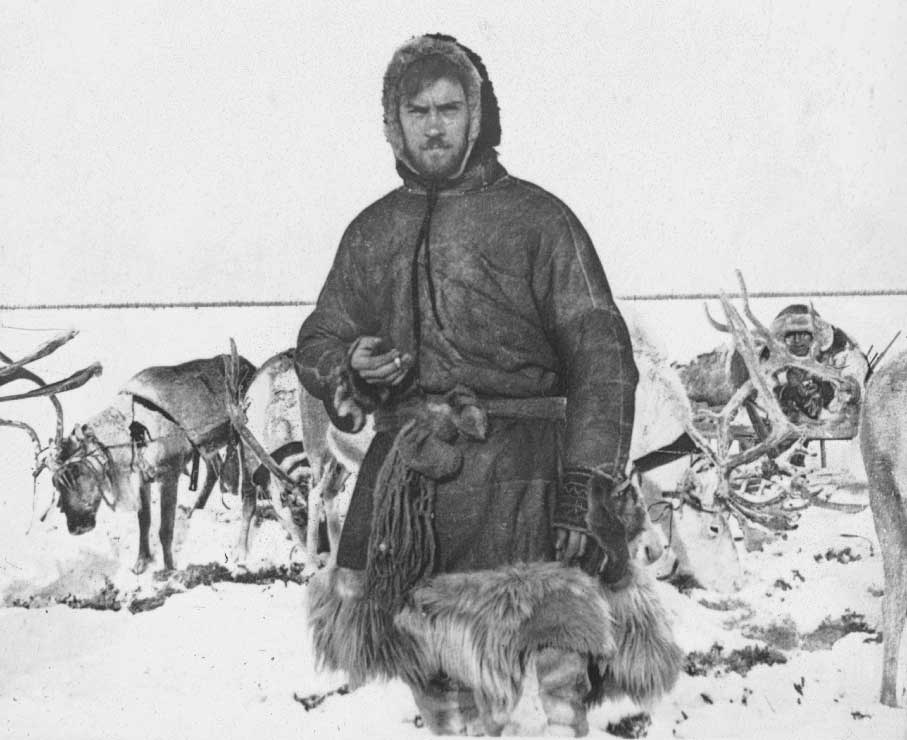
Kai Donner auf seiner Expedition nach Sibirien 1913.

Karl Reinhold „Kai“ Donner (* 1. April 1888 in Helsinki; † 12. Februar 1935 ebenda) war ein finnischer Sprachwissenschaftler, Ethnologe und Politiker. Er war einer der Begründer der Finno-Ugristik und Samojedistik.

## Jugend
Kai Donner wurde in eine angesehene Helsinkier Professorenfamilie geboren. Sein Vater, Senator Otto Donner, war an der Universität Helsinki von 1875 bis 1903 Professor für Sanskrit und vergleichende Sprachwissenschaft, Forschungsreisender nach Sibirien und in die Mongolei sowie 1883 einer der Gründer der Finno-Ugrischen Gesellschaft.

## Uralistik
Kai Donner studierte in Helsinki und ab 1908 in Budapest und später in Cambridge Sprachen und Ethnographie. Er verschrieb sich früh der Erforschung der uralischen Sprachen. Von 1911 bis 1913 und 1914 war er an zwei sprachwissenschaftlichen und ethnographischen Expeditionen nach Sibirien, unter anderem zum Volk der Nenzen, beteiligt.
Kai Donner trat bereits vor dem Ersten Weltkrieg für die Loslösung Finnlands von der zaristischen Herrschaft ein. Von 1916 bis 1918 musste er wegen der Anwerbung finnischer Separatisten im Exil in Schweden und Deutschland leben. Während des Finnischen Bürgerkriegs war er auf der Seite der Bürgerlichen („Weißen“) aktiv und diente unter anderem als Adjutant des Oberbefehlshabers, General Mannerheim.
Ab 1924 war Donner Dozent für Uralistik an der Universität Helsinki. Bahnbrechend waren vor allem seine Forschungen zum Selkupischen und Kamassischen. In den 1920er und 1930er Jahren war er einflussreiches Mitglied der rechtsgerichteten Lapua-Bewegung. Donner, selbst Finnlandschwede, setzte sich aber auch für die Anerkennung des Schwedischen im finnischen Staat ein.

## Privatleben
Kai Donner war der Vater des finnischen Schriftstellers, Filmproduzenten und Politikers Jörn Donner.

## Werke (Auswahl)
- A Samoyede Epic. Helsinki, 1913.
- Bei den Samojeden in Sibirien. [Übertragen W.H.v.d. Mülbe]. Stuttgart, 1926.
- Samojedische Wörterverzeichnisse. Helsinki, 1932 (= Suomalais-ugrilaisen seuran toimituksia 64)
- Ethnological Notes about the Yenisey-Ostyak (in the Turukhansk Region). Helsinki, 1933 (=Suomalais-ugrilaisen seuran toimituksia 66).
- Joki, A.J. (Hrsg.): Kai Donners Kammasisches Wörterbuch nebst Sprachproben und Hauptzügen der Grammatik. Helsinki, 1944 (= Lexica Societatis Fenno-Ugricae VIII).
- La Sibérie: La vie en Sibérie—Les temps anciens. L’espèce humaine, Band 6. Paris, 1946.
- Ketica: Materialien aus dem Ketischen oder Jenisseiostjakischen. Helsinki, 1955 (= Suomalais-ugrilaisen seuran toimituksia 108).
- Alatalo, Jarmo: Sölkupisches Wörterbuch aus Aufzeichnungen von Kai Donner, U. T. Sirelius und Jarmo Alatalo. 2004.